# КК Маруси
КК Маруси (грч. K.A.E. Μαρούσι) је грчки кошаркашки клуб из Марусија, предграђа Атине.

## Историја
КК Маруси је основан 1950. године под називом Gymnastikos Syllogos Amarousiou. Клуб је 1960-их и 1970-их година постизао одличне резултате, како у Грчкој тако и у Европи. Крајем 1980-их и 1990-их уследило је лоше раздобље за клуб. Маруси је испао из прве лиге и играо нижим лигама грчког првенства. Прву лигу поново су изборили крајем 1999. 
Клуб је преузео грчки бизнисмен Арис Вовос, и уз помоћ града клуб се натраг вратио у сам врх грчке кошарке. Година 2001. била је одлучујућа за клуб. Маруси осваја Сапорта куп, на место тренера долази грчка кошаркашка легенда Панајотис Јанакис, а у тим долази Василис Спанулис. Тиме започиње доминација Марусија у грчкој кошарци. 
Клуб је у сезони 2003/04. играо финале грчког кошаркашког првенства, али су изгубили од Панатинаикоса у Атини. Исте године клуб је играо у финалу ФИБА лиге Европе али изгубили су од руског УНИКС Казања. Маруси је играо и финале грчког купа 2002, али овај пут су поражени од Олимпијакоса. У сезони 2004/05. Маруси је освојио друго место у регуларном делу грчког првенства а 2006. су поново играли финале грчког купа, али су поново поражени од Панатинаикоса. Клуб је у сезони 2009/10. преко квалификација стигао до Евролиге. Успели су да прођу прву рунду и стигну до ТОП 16 фазе где су освојили последње место у групи.
На почетку сезоне 2011/12. клуб се суочио са великим финансијским проблемима, након што је породица Вовос престала да финансира клуб. Сезону су одиграли са великим проблемима, а већ од наредне сезоне су због финансијских проблема морали да иступе из професионалних такмичења у Грчкој тако да сад играју у нижим лигама и воде се као аматерски клуб.

## Успеси
- Сапорта куп
  - Победник (1) :  2001.

- ФИБА Лига Европе
  - Финалиста (1) :  2004.

- Прва лига Грчке
  - Друго место (1) :   2004.

- Куп Грчке у кошарци
  - Финалиста (2) :  2002, 2006.

## Познатији играчи
- Димитриос Аграванис
- Бојан Бакић
- Андреас Глинијадакис
- Џејмон Гордон
- Зоран Ерцег
- Ермин Јазвин
- Костас Кајмакоглу
- Феликс Којадиновић
- Лукас Маврокефалидис
- Игор Милошевић
- Оливер Поповић
- Реналдас Сејбутис
- Благота Секулић
- Василис Спанулис